# Faucheur polonais
Pour les articles homonymes, voir Faucheur.

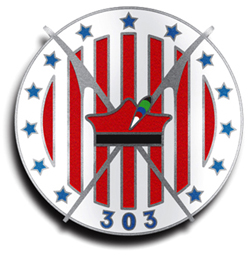
insigne des faucheurs polonais

Les faucheurs polonais, en polonais Kosynierzy, sont des soldats polonais armés de faux ; ils apparaissent dans la période 1793-1794, entre les deuxième et troisième partages de la Pologne, notamment pendant l'insurrection de Kościuszko (1794). 

## Historique
Ces soldats, sous le commandement de Tadeusz Kościuszko, se distinguent lors de la bataille de Racławice (4 avril 1794), une victoire des Polonais sur les Russes.
En 1820, des patriotes polonais du grand-duché de Posen, qui relève du royaume de Prusse, notamment le général Uminski, créent à Poznań (Posen) une association clandestine appelée « Union des faucheurs » (Związek Kosynierów).
Des formations militaires de porteurs de faux participent aux insurrections de Insurrection de Novembre 1830 et, surtout, de Insurrection de Janvier 1863.